# تشنغ تشوران
تشنغ تشوران (بالصينية: 鄭楚然) (من مواليد 1989) ناشطة صينية في مجال حقوق المرأة ونسوية. مع أربعة نشطاء آخرين، تم احتجازها في مارس 2015، قبل وقت قصير من الأحداث المخطط لها في اليوم العالمي للمرأة. في نوفمبر 2016، أصبحت واحدة من 100 امرأة في البي بي سي 2016.

## الاحتجاج
في عام 2015، احتجزتها الحكومة الصينية وأربعة نشطاء آخرين (وي تينغ تينغ، وانغ مان، وو رونغ رونغ، ولي تينغ تينغ، والمعروفين مجتمعين باسم «عصابة الخمسة»)  قبل يوم المرأة العالمي، مباشرة خططوا لتنفيذ حملة ضد التحرش الجنسي في وسائل النقل العام. تم إطلاق سراح النساء الخمس بعد بضعة أيام. لو أدينوا، لكانت النساء يواجهن عقوبة السجن لمدة ثلاث سنوات بتهمة «خلق اضطراب». 

تسلط بي بي سي الضوء على مساهمات تشنغ في تنظيم الأحداث ودعمها لحقوق المرأة وللمثليين. وورد أنها قاتلت من أجل منح المرأة إجازة شهرية. 

في ديسمبر 2016، كتبت تشنغ رسالة مفتوحة إلى دونالد ترامب تحذره فيها من تجنب السلوك الجنسي في المستقبل.

## اعتقال وي زيلي
في 20 مارس آذار من عام 2019 حوالي الساعة الثانية بعد منتصف الليل تم اعتقال زوج تشنغ السيد وي زيلي من قبل الشرطة. لكون السيد زيلي صحفيًا وناشطًا في حقوق العمال، تم اعتقاله تحت تهمة «قلقلة النظام العام» وأخبرته الشرطة بأنه بهاجة إلى إعادة تهذيب لأنه مغسول الدماغ على حد تعبيرهم.
عمل زيلي سابقًا مع العمال الصينيين للحصول على تعويض حكومي بعد تعرضهم لنوبة التهاب رئوي نتيجة ظروف العمل غير الصحية التي يمرون بها خلال عملهم. حتى بعد أيام من اعتقاله، لم تقم الحكومة بإخبار عائلته حول وضعه ومكانه أو حتى سبب اعتقاله.
منذ سجن زيلي، أطلقت زوجته حملة على الإنترنت لجذب الانتباه حول قضية زوجها وأعلنت عن نيتها بالجري مسافة 10000 كيلومتر ونشر تقدمها بشكل يومي على موقع التواصل الاجتماعي تويتر.